# Теймен Нейхейс
Теймен Нейхейс (нід. Thijmen Nijhuis, нар. 25 липня 1998, Вірден, Нідерланди) — нідерландський футболіст, воротар клубу «Утрехт».

## Ігрова кар'єра

### Клубна
Теймен Нейхейс є вихованцем клубу «Утрехт». З 2016 року він виступає у дублюючому складі у турнірі Ерстедивізі.
Влітку 2021 року Нейхейс продовжив дію контракту з «Утрехтом» до 2023 року. А сам відправився а оренду у клуб «Маастрихт». У січні 2022 року оренду було призупинено і Нейхейс повернувся до «Утрехта».

### Збірна
Теймен Нейхейс викликався до складу юнацьких збірних Нідерландів.